# Последствия гражданской войны в Ливии
В результате гражданской войны в Ливии стране нанесен большой ущерб. Число погибших по состоянию на конец августа 2011 года достигло 50 тыс. человек. Минимальные оценки погибших составляют 25 тысяч человек.  По данным ливийских властей от января 2013 года, в войне погибли 4700 повстанцев и столько же лоялистов, ещё 2100 бойцов с обеих сторон пропали без вести. Также последствием гражданской войны стала дестабилизация в некоторых других странах региона. В частности, воевавшие за Каддафи туареги подняли восстание в Мали и взяли под контроль весь север страны.

## Военные потери

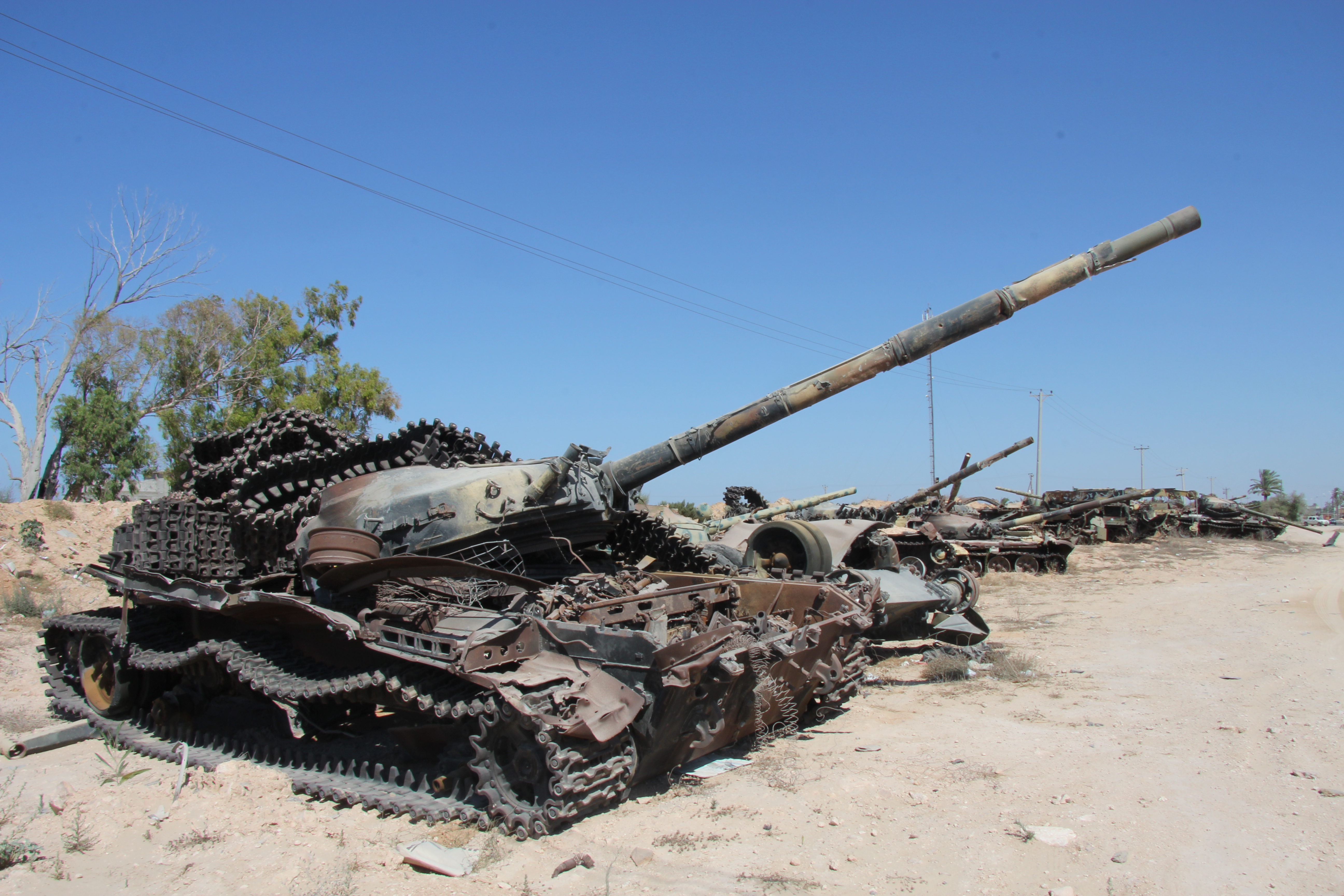
Танковое кладбище под Мисуратой

### Вооруженные силы ПНС и стран-участников Международной Коалиции
- В ходе конфликта было убито 4145 человек и воинских формирований ПНС, 3144 пропали без вести[4]. Более 1000 ранено(Восточный фронт)[5]
- Среди авиационных сил Западной коалиции отсутствуют людские потери[6], за исключением одного служащего британских ВВС, погибшего в результате несчастного случая на авиабазе в Италии[7][8]. Потери в технике составили три летательных аппарата: один самолёт F-15E «Strike Eagle» (21 марта 2011)[9] и один беспилотный летательный аппарат MQ-8 Fire Scout (изначально выдававшийся ливийской стороной за пилотируемый боевой вертолёт AH-64)[10], сбитый 10 июня 2011 года в районе города Злитен (в 30 км к западу от Мисураты) и упавший в море[11]. Также в ходе конфликта ливийскими правительственными силами в городе Сирт были взяты в плен трое голландских морских пехотинцев, а также захвачен вёртолёт Westland Lynx[12]. Позднее пехотинцы были отпущены[12].

Во время ливийского конфликта в различных российских интернет-ресурсах стали появляться заявления о том, что, помимо военно-воздушной группировки, в ливийской гражданской войне тайно участвовали огромные контингенты наземных вооруженных сил западных стран, причём сотни или даже тысячи западных солдат погибли в ходе боевых действий. Отсутствие каких-либо данных о таких потерях в СМИ или среди отчётов правозащитных МНПО данные ресурсы объясняют тщательно спланированной западной тактикой ведения информационной войны, с целью скрыть истинные мотивы военной интервенции НАТО в Ливию. Так, по данным российского интернет-сайта «Военный обозреватель», потери британской SAS в Ливии составили 35 человек. Российский журналист Александр Григорьев со ссылкой на британского военного эксперта Питера Бейнчли,ющегося на собственные источники в SAS, назвал приблизительные цифры потерь в 21—35 человек. В то же время российский военный эксперт руководитель Центра военного прогнозирования Анатолий Цыганок, ссылаясь на неназванного немецкого военного эксперта, назвал иные цифры потерь западных спецслужб в целом. По этим данным британцы потеряли в ходе конфликта 1500—2000 солдат, Франция — 200—500 человек, США — не менее 200, Катар — более 700. Примерно такие же цифры потерь огласил вице-президент Академии геополитических проблем, доктор военных наук капитан первого ранга Константин Сивков.
По словам этих же ресурсов войска НАТО также использовали радиоактивное оружие в ходе войны, что сильно ухудшило экологию Ливии и привело к еще большим жертвам.

### Вооруженные силы правительства Каддафи
- 2114 человека правительственных сил было убито и более 812 взяты в плен[4] (300 человек пленены в Бенгази[16], 230 пленены в Мисрате[17], 52 — в[18], 13 — в Яфране[19], 50 — в Аль-Кала (англ. Al Qalaa)[20] и 147 захвачено в Зинтане[21]). По данным газеты Daily Mail (июль 2012), только в августе 2011 года в Мисурате было казнено около 1000 пленных солдат правительственных сил, хотя, по данным издания, казни пленных продолжались до 2012 года[22]. Общие потери бригады Хамиса составили более 9000 человек[23].
- Средства ПВО[24]
- Фрегат «Аль-Гардабия» проекта 1159[25]

## Жертвы
Оценочное число погибших и пропавших без вести 300 (на 23 февраля 2011) — 6000 (на 2 марта 2011)
от 150 до 3000 погибших по разным данным; более 700 (по одним данным) и 1100 (по другим) погибших и более 4000 (по одним данным) и 4500 (по другим данным) раненых мирных жителей в результате бомбардировок авиацией НАТО По данным британской газеты The Daily Telegraph на 26 июня 2011 года с обеих сторон, включая гражданских лиц, погибло или было убито 20 000 человек.
Оценка Переходного правительства 20 октября 2011 г.: свыше 50,000
Согласно Международному комитету Красного Креста, по состоянию на 28 февраля 2011 года в Бенгази погибло 256 и было ранено 2000 человек.
По данным Ливийской лиги по правам человека (LLHC) количество погибших на 2 марта 2011 года составило по меньшей мере 6000 человек, три тысячи в Триполи, две тысячи в Бенгази и тысяча в остальных городах.
Муаммар Каддафи заявил 2 марта 2011 года, что погибло не более 150 человек, хотя неделей ранее СМИ со ссылкой на ливийское правительство сообщали о 300 погибших.
Совет по правам человека ООН называет цифру в 10,000–15,000 погибших Всемирная организация здравоохранения говорит о 2,000 человек. Похожие цифры называет Международная федерация за права человека.
По заявлению директора одной из больниц Мисураты, сделанному 14 апреля 2011 года, с начала восстания в городе погибли по крайней мере 700 человек. К этому времени в городе всё ещё продолжались бои между повстанцами и правительственной армией, хотя ливийское телевидение заявило об установлении армией контроля над городом ещё 17 марта 2011 года.
По заявлению официального Триполи, сделанному 1 июня 2011 года, с 19 марта по 26 мая от ракет и бомб НАТО было убито 718 и ранено 4067 человек В то же время ливийская армия отказалась сообщать о своих потерях.
По информации, озвученной полномочным послом Исламской республики Иран в России Махмудом Резой Саджади только под НАТОвскими бомбардировками погибло 40 тыс. жителей.
По данным бывшего посла России в Ливии В. В. Чамова в 2011 году в ходе военных действий пропало без вести 30 тысяч ливийцев.

## Политические последствия
Результатом гражданской войны стал фактический развал Ливии как единого государства. Реальная власть в стране принадлежит множеству ополчений, созданных по территориально-племенному принципу. Об автономии от центра заявила Киренаика, где были сформированы собственный Высший переходный совет и министерства. Следствием также стала межплеменная борьба, которую сдерживал режим Каддафи.
7 июля 2012 года были проведены выборы во Всеобщий национальный конгресс Ливии. Первые за последние 40 лет выборы были высоко оценены на Западе, так, министр иностранных дел Великобритании Уильям Хейг заявил в этой связи, что «ливийский народ делает исторический шаг к свободе и ответственности», а спецпосланник ООН по Ливии Ян Мартин назвал их «большим успехом». Некоторые специалисты по региону, например спецпредставитель президента РФ по сотрудничеству со странами Африки, председатель комитета Совета Федерации по международным делам Михаил Маргелов, считают, что подобные выборы «не приведут к позитивному объединению ливийского общества». Выборы прошли на месяц позже запланированного срока. Избранный члены Всеобщего национального конгресса, которые были заподозрены в связях с Каддафи уже после выборов, были из него исключены. Ранее заявлялось, что сторонники Каддафи даже не будут допущены к участию в выборах. Племена восточной Ливии фактически проигнорировали прошедшие выборы. В целом, выборы прошли достаточно успешно в Триполи и других крупных городах, в остальных районах страны выборы либо не проходили вообще, либо проходили с ограниченным числом участников. В целом выборы показали, что борьба шла не столько между политическими движениями, сколько между племенами.
Даже год спустя после «официального» окончания гражданской войны, по словам главы ВНК Ливии Мухаммеда Юсефа аль-Магрефа, «кампания по освобождению страны не завершена», ссылаясь на мятеж в прокаддафистском Бени-Валиде. Также страна продолжала быть наводнённой множеством вооружённых группировок, которые не подчинялись правительству в Триполи. Причём численность подобных формирований превышает численность новой ливийской армии, что крайне затрудняет вопрос их разоружения.
Спустя 2 года после начала гражданской войны в стране не было проведено политических реформ, направленных на свободу и равноправие. Фактически страной управляли несколько десятков тысяч хорошо вооружённых людей, подконтрольных Аль-Каиде и «Партии справедливости и строительства» (филиал Братьев-мусульман).
5 мая 2013 года в Ливии был принят закон о политической изоляции, согласно которому чиновники, занимавшие руководящие должности при старой власти, не могут работать в правительственных структурах. Закон был принят после того, как боевики ряда региональных бригад в течение недели осаждали ключевые министерства страны, а в отношении некоторых предпринимали попытки штурма.
Конфликт имел определённые политические последствия и для блока НАТО. Так, США отказались от своей традиционной руководящей роли в ведении операции, наряду с отказом от участия в ней Германии. В этих условиях руководство и основную роль в операции взяли на себя Франция и Великобритания. Подобное положение сложилось впервые со времён Суэцкого кризиса. Несмотря на это, по мнению эксперта Германского института международной политики и безопасности Клаудии Майор, высказанному в мае 2011 года, около 90 % военных действий (произошедших на тот момент) оказались возможны только благодаря поддержке США.
Участие западных стран в войне стало причиной протестных настроений в Европе, как, например, это происходило в Германии или Испании.
По мнению Дениса Тулла и Вольфрама Лахера (Институт международной политики и безопасности, Берлин), вмешательство НАТО в гражданскую войну в североафриканском государстве привело к росту недоверия со стороны правительств африканских стран к Европе и США, отчасти это связано с тем, что Африканский союз выступает за принцип невмешательства во внутренние дела суверенных государств.
Политическим следствием ливийского кризиса следует считать перенос вооружённого противостояния на соседние страны, как, например, это произошло в Мали. Воевавшие на стороне Каддафи туареги подняли восстание в сахарской части государства и взяли её под свой контроль. Но несмотря на то, что население Мали вдвое превышает население Ливии, данный конфликт, по мнению обозревателя New York Times Росса Дутата, не привлёк к себе столь же большого внимания в силу того, что данная страна не имеет стратегически важного положения и не богата нефтью. После завершения основной фазы ливийского конфликта, страна стала источником поступления оружия во многие соседние страны, в частности в Мали, Мавританию, Нигерию, Египет, Тунис и некоторые другие. Большая часть поставок идёт через 2 ливийских города — Бенгази и Мисурату. Согласно докладу экспертов СБ ООН новые ливийские власти хорошо осведомлены о масштабных поставках оружия либо даже непосредственно вовлечены в этот процесс.
Следствием конфликта стало ухудшение отношений Ливии с соседним Алжиром, что связано с тем, что последний предоставил убежище части семьи Каддафи. Также результатом явилась активизация террористических организаций в регионе, что признали и американские военные. С повышенной террористической активностью связан целый ряд вооружённых нападений на западных дипломатов. В ходе одного из нападений было взято американское консульство в Бенгази и убито несколько дипломатов, в том числе посол США в Ливии. Также вооружённым нападениям подвергались консулы Италии, Великобритании и некоторые другие.

## Экономические последствия

### Непосредственно Ливия
По данным исследования международной консалтинговой компании Geopolicity только бюджетные потери Ливии составили около $14 млрд. Большой ущерб был нанесён инфраструктуре страны. К августу 2011 года из-за недостатка сырья и плохого технического состояния встали все нефтеперерабатывающие заводы страны. По оценкам МВФ потери ВВП страны к осени 2011 года составили $7,7 млрд. По итогам же 2011 года ВВП страны потерял 60 % по сравнению с 2010 годом. Высокого уровня достигла инфляция, на что указывает увеличение денежной массы ливийских динаров более чем вдвое.
Была заморожена значительная часть из $150 млрд, принадлежащих Ливии, на зарубежных счетах. По данным главного научного сотрудника Института востоковедения РАН, доктора исторических наук Анатолия Егорина, эти средства для самой Ливии фактически потеряны. По данным этого же источника, непосредственные разрушения от натовских бомбардировок оцениваются в $14 млрд, что в 7 раз превышает ущерб для страны от немецких бомбардировок в ходе Второй мировой войны в сопоставимых ценах.
Большие потери понесла нефтяная отрасль страны. Если до начала конфликта ежедневная добыча нефти составляла 1,6 млн баррелей в сутки, то в середине сентября добывалось всего 200 тыс., то есть, добыча упала в 8 раз. Результатом этого стал скачок цен на нефть, в результате чего базовая цена барреля нефти ОПЕК достигла 2,5 летнего максимума. Так, уже 22 февраля 2011 года цена поднялась на 3,4 %, а 2 дня спустя был зафиксирован новый скачок — на 4,8 %, в результате чего цена нефти достигла $111,01 за баррель, а к апрелю достигла 120,91 %. По оценке министра финансов Ливии Абдельхафиза аз-Злитни к августу 2011 года потери нефтяной отрасли страны составили до $50 млрд, в том числе $20 млрд от приостановки экспорта нефти.
Первоначально ливийские власти планировали восстановить довоенные темпы добычи нефти к концу 2011, а затем к середине 2012 года. Но и к началу 2013 года уровень добычи восстановлен не был и составлял не более 1,4 млн. баррелей в сутки. Сложности в восстановлении добычи связаны с постоянными вооружёнными столкновениями в Киренаике, основном нефтедобывающем регионе страны, и с отсутствием необходимых финансовых ресурсов.
Под угрозой оказалось функционирование и дальнейшее развитие крупнейшего ирригационного проекта в мире — Великой рукотворной реки, а также строительный проект «Новый Дубай», в рамках которого в течение 10 лет предполагалось инвестировать в строительство около $500 млрд.
По итогам конфликта Ливия превратилась в должника стран, где проходили лечение повстанцы. Так, долг только перед Грецией составил около €150 млн.
Однако внешнеторговый оборот с ЕС, сократившийся в 2011 году почти втрое, уже в 2012 году превысил уровень 2010 года.

### Западные страны
По официальным данным конфликт стоил Великобритании, Франции и США $2,2 млрд. Однако, по мнению независимого эксперта Фрэнсиса Тусы только Великобритании операция в Ливии стоила $2,7 млрд. Затраты США только в первый день операции и только на ракеты составили около $100 млн. По мнению старшего научного сотрудника Центра стратегических и бюджетных оценок Тода Харрисона, расходы на первоначальный этап операции со стороны Соединённых Штатов по подавлению ливийской системы ПВО могли достичь $400–800 млн.
По оценке руководителя аналитического отдела «Инвесткафе» Дмитрия Адамидова потери западных нефтяных компаний могут составить $50 млрд.

### Россия
Потери России в результате гражданской войны и смены власти в Ливии составят несколько миллиардов долларов. В первую очередь это касается поставок оружия. Официально упущенная выгода оценена Россией минимум в $4 млрд. Так, новыми властями был аннулирован контракт на поставку 6 учебно-боевых самолётов Як-130 на сумму более $90 млн.
Под вопросом находится инвестиционный проект РЖД на €2,2 млрд, а также интересы в нефтегазовом секторе. Так, только Татнефть оценила свои потери по капитальным вложениям в $100 млн, в то время как суммарные потери компании вдвое превышают указанную сумму. Если же компания полностью уйдёт из североафриканской страны, то к этим суммам потерь добавятся ещё $200–220 млн. Также пришлось закрыть проекты в Ливии Газпрому. В целом эксперты не имеют однозначного мнения по поводу российских экономических интересов в стране после гражданской войны.

### Страны Африки
С беженцами, которые не были гражданами, связаны экономические последствия для сопредельных государств, поскольку работа в Ливии была для некоторых стран важным источником поступления валюты, которого они лишились.

### Китай
Ущерб китайским компаниям от ливийского конфликта составил, по данным министерства коммерции КНР, $18,8 млрд. Также следствием стало сокращение активности китайского бизнеса в регионе в целом.

## Социальные последствия
В тюрьмах многочисленных региональных бригад находится около 8,5 тыс. человек, обвиняемых в сотрудничестве с прежней властью, в то время как число политических заключённых при М. Каддафи не превышало 6 тыс.
Следствием гражданской войны стал рост преступности. Так, новые власти зафиксировали рост убийств в 2012 году по сравнению с 2011 годом на 503%, число краж на 448% и т.д. Распространённой практикой стали расправы боевиков над своими оппонентами прямо в больницах, куда последние попадали после вооружённых столкновений.
Из-за отсутствия безопасности возникли проблемы с авиасообщением в стране. Так, Lufthansa, организовавшая регулярные полёты в Ливию ещё в феврале 2012 года, спустя год была вынуждена их прекратить в связи с «напряжённой ситуацией в регионе».

## Беженцы
По данным представителя Управления Верховного комиссара ООН по делам беженцев ООН Мелиссы Флеминг, по состоянию на 2 марта число беженцев в районе конфликта достигло 180 тысяч человек. В Египет бежали 77 тысяч человек (в основном египтяне), примерно столько же — в Тунис, ещё около 30 тысяч ждут своей очереди на границе.
Потери — от 351 до 6000 чел. К началу мая, по информации озвученной комиссаром по внутренним делам ЕС Сесилией Малмстрем, число беженцев составляло 650 или 750 тыс..
По данным Управления верховного комиссара ООН по делам беженцев пиковые показатели исхода беженцев из Ливии составляли 10—15 тыс. человек в сутки.
По сообщению BBC News, в середине августа 2011 года более 30 тыс. человек были изгнаны из города Таварга в северной Ливии. Хьюман Райтс Вотч считает случившееся актом мести и коллективным наказанием за поддержку жителями сил Каддафи при осаде Мисураты.
Согласно докладу ООН от 18 января 2012 года негативный эффект от ливийского кризиса в виде наплыва беженцев испытали все страны региона Сахель, а именно Алжир, Чад, Египет, Мали, Мавритания, Нигер и Тунис.